# Markendorf-Siedlung

Markendorf-Siedlung na mapie Frankfurtu nad Odrą.

Markendorf-Siedlung – dzielnica w południowo-zachodniej części Frankfurtu nad Odrą. Na jej terenie znajduje się m.in. szpital miejski (Klinikum).

## Osiedla
Markendorf-Siedlung składa się z osiedli:
- Markendorf-Siedlung,
- ETTC-Süd.